# 신지수 (가수)
신지수(1993년 8월 14일 ~)는 대한민국의 가수다. 2012년 히어로 OST <A Week>로 데뷔했다.

## 방송
- 슈퍼스타K 3 - Top7(7위)